# Felicity Galvez
Felicity Madeline Galvez (Melbourne, 4 marzo 1985) è un'ex nuotatrice australiana.

## Palmarès
- Olimpiadi

Pechino 2008: oro nella 4x200m sl e nella 4x100m misti.
- Mondiali

Montreal 2005: oro nella 4x100m misti.
Melbourne 2007: oro nella 4x100m misti.
Roma 2009: bronzo nella 4x100m sl.
- Mondiali in vasca corta:

Indianapolis 2004: oro nella 4x100m misti.
Manchester 2008: oro nei 50m farfalla e nei 100m farfalla, argento nei 200m farfalla e nella 4x100m misti.
Dubai 2010: oro nei 100m farfalla, argento nei 50m farfalla e bronzo nella 4x100m misti.
- Giochi PanPacifici

Irvine 2010: argento nella 4x100m sl.
- Giochi del Commonwealth

Melbourne 2006: argento nei 200m farfalla.
Delhi 2010: oro nella 4x100m sl.